# Willem van Rodez
Willem van Rodez (gestorven: 1208) werd door zijn vader Hugo II van Rodez na de dood van zijn broer Hugo benoemd tot mede-graaf van Rodez. Hij was getrouwd met Irdoine van Séverac, het huwelijk bleef kinderloos. In 1208 overleed Willem, een korte tijd voor zijn vader. 